# Cerro de Pasco
Cerro de Pasco je město ve středním Peru. Je hlavním městem provincie Pasco a zároveň stejnojmenného regionu. Nachází se v nadmořské výšce 4330 m n. m. a žije zde kolem 70 000 obyvatel. Díky tomu je druhým nejvýše položeným městem světa, v němž žije přes 50 000 lidí (prvním je La Rinconada v jižním Peru, kde v nadmořské výšce 5100 m n. m. žije 50 000 lidí). V roce 1630 bylo v oblasti města Cerro de Pasco nalezeno stříbro, které se zde následně po několik století těžilo.